# Siphonflasche

Schematischer Querschnitt eines Siphons für Sodawasser

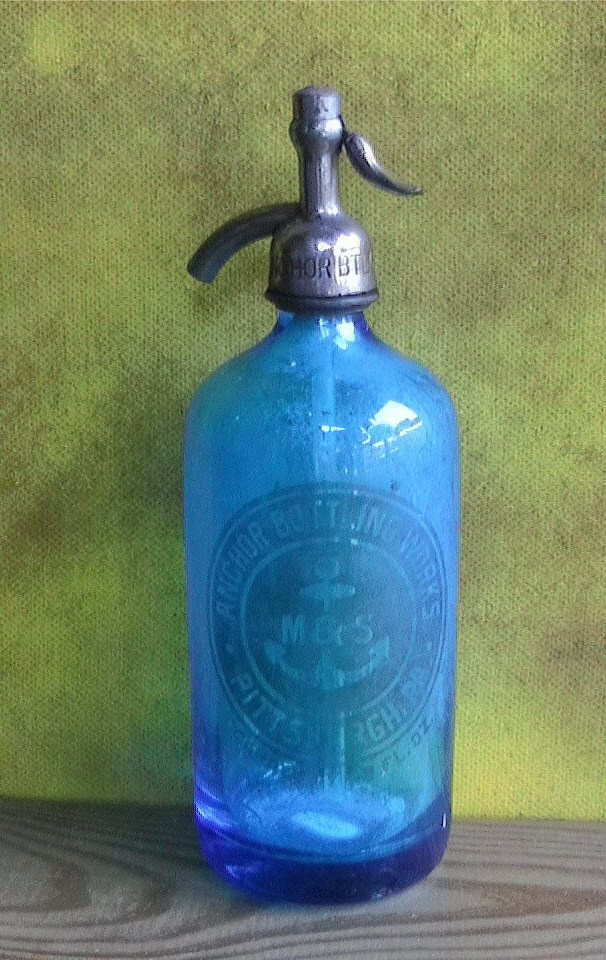
Alte Soda-Siphonflasche aus blauem Glas,
etwa 1922,
des Herstellers
Anchor Bottling Works, Pittsburgh, Pennsylvania, USA

Eine Siphonflasche, auch Sodasiphon oder kurz Siphon (englisch soda syphon, seltzer bottle) genannt, ist eine Zapfflasche für kohlensäurehaltige Getränke, insbesondere Sodawasser.

## Geschichte
Die Siphonflasche wurde 1826 vom ungarischen Benediktinerpriester Ányos Jedlik erfunden, zugleich auch eine Methode zur Herstellung von Sodawasser. Die Siphonflasche war über 100 Jahre lang im Gebrauch und wurde erst spät von Trinkwassersprudlern verdrängt, erlebt aber seit dem Beginn der 2010er Jahre zunehmend eine Renaissance.

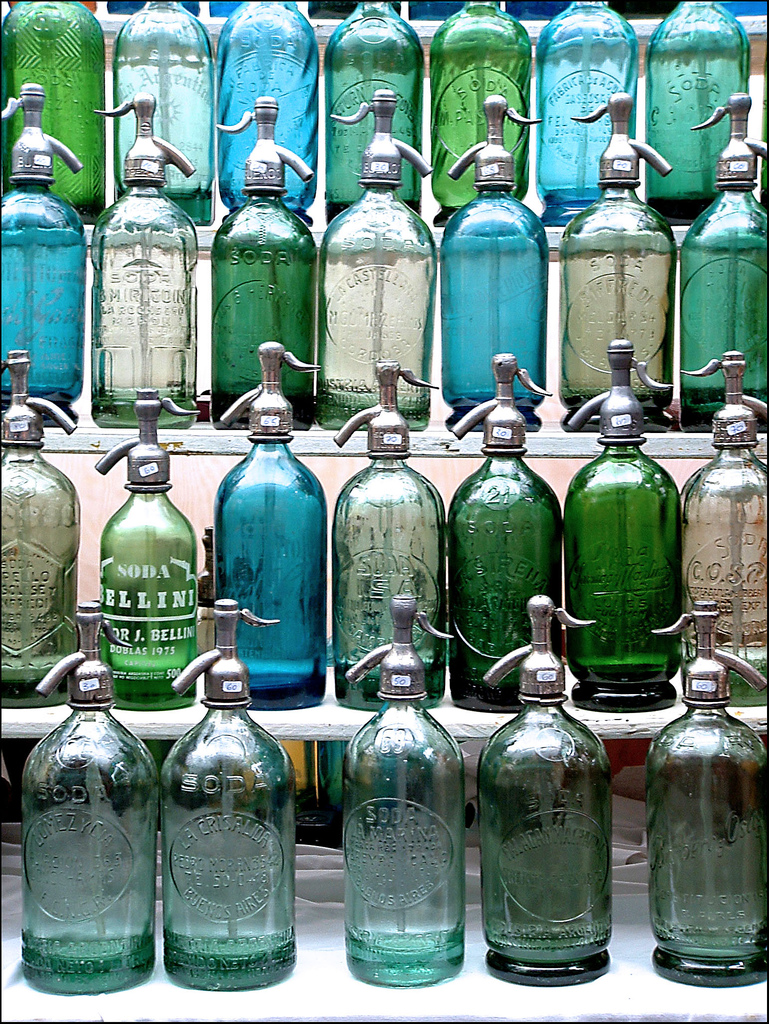
Sammlung historischer Siphonflaschen

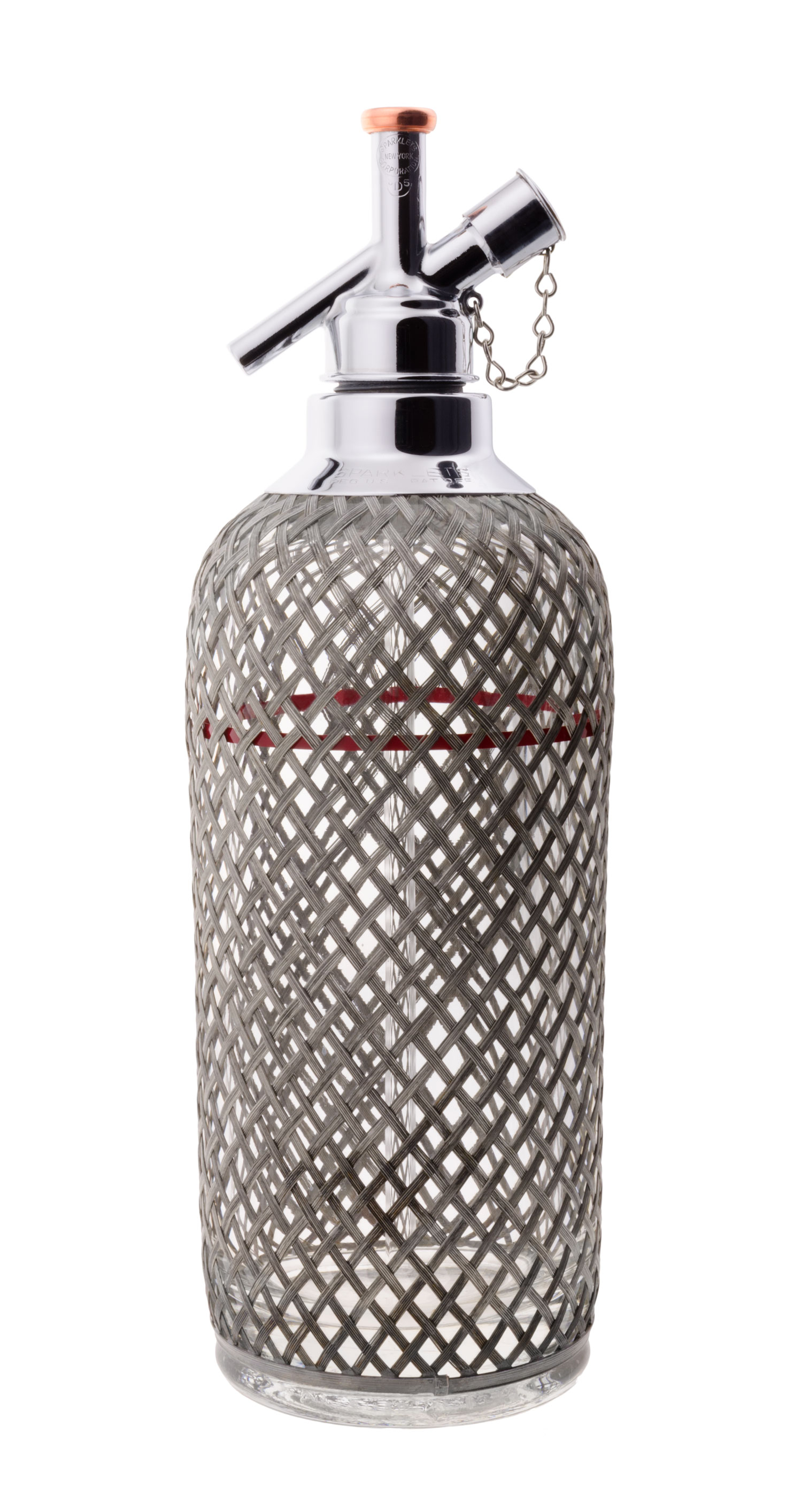
Sparklets New York,
Soda Siphon (um 1930),
mit Metallgeflecht

Immer noch hergestellt werden wiederbefüllbare Flaschen aus Stahl, Aluminium oder (traditionell) aus mit Metallgeflecht umwundenem Glas, die mit Hilfe von Kohlendioxid-Kartuschen unter Druck gesetzt werden können. Diese werden selten als Siphonflaschen, sondern meistens als Sodasiphons bezeichnet. Bis zum Beginn des 21. Jahrhunderts waren wiederbefüllbare Kartuschen mit Mehrwegpfand üblich, mittlerweile sind aber nur noch Einwegkartuschen erhältlich. In Bars werden Sodasiphons beispielsweise verwendet, um einen Fizz oder Collins stilecht herzustellen.

## Handhabung

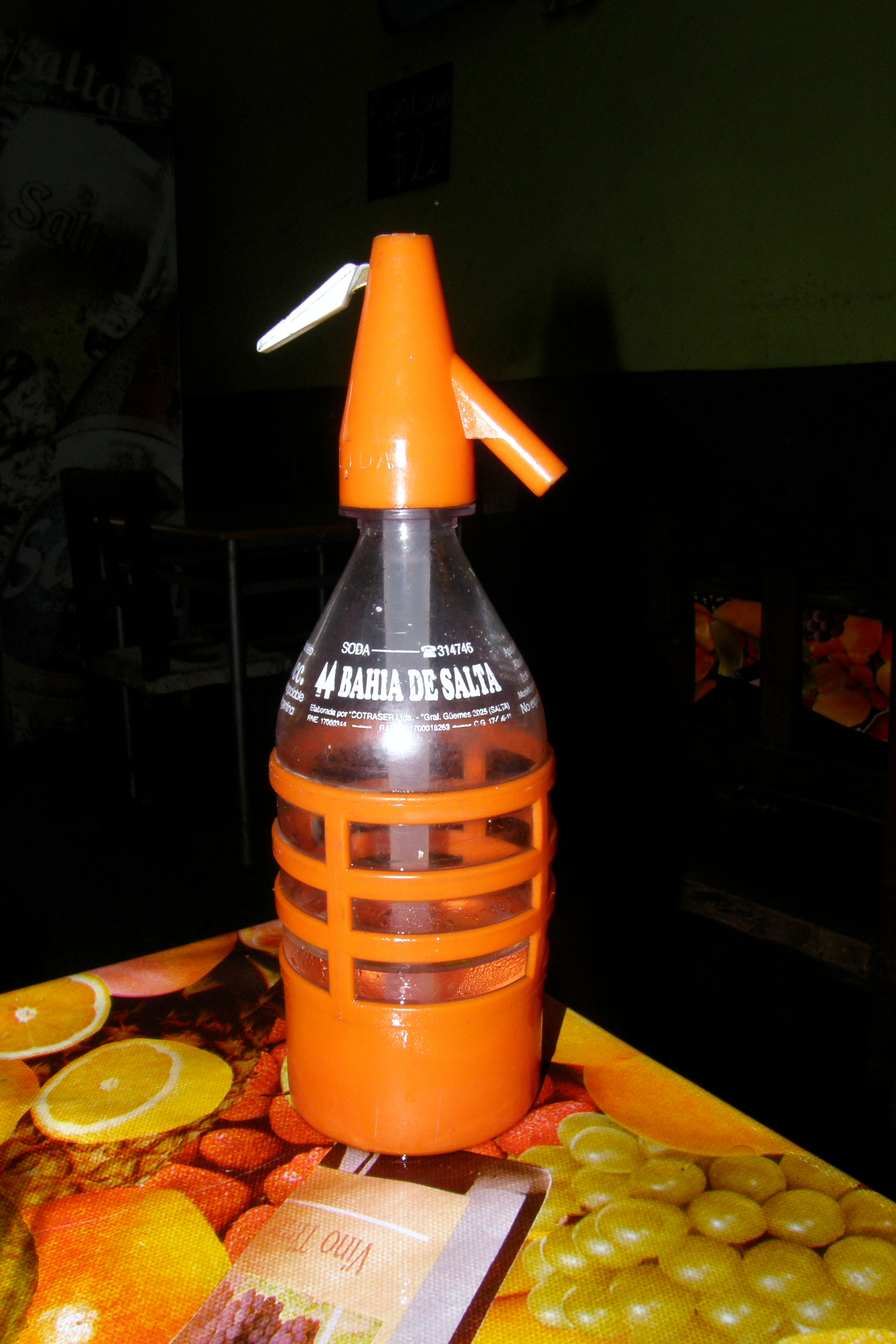
Moderne argentinische Siphonflasche

Die Flasche wird bis zu einer Markierung (bei etwa 70 % der Füllmenge) mit Leitungswasser oder stillem Mineralwasser befüllt, luftdicht verschlossen und durch ein Gasventil mit Kohlendioxid (CO2) unter Druck gesetzt (engl. to charge = aufladen). Das CO2 löst sich größtenteils im Wasser (je kälter dieses ist, desto besser), hält aber andererseits den Behälter unter Druck, so dass der Gasdruck das Sodawasser durch das Steigrohr nach außen treibt, wenn man den Verschlusshebel öffnet. Verluste an Kohlendioxid beim Öffnen einer Mineralwasserflasche werden so vermieden. 1829 wurde in Frankreich erstmals eine entsprechende Vorrichtung patentiert.
Werksseitig befüllte Siphonflaschen sind vor allem wegen ihres hohen Gewichts kaum noch gebräuchlich. Eine Ausnahme bilden Argentinien und Uruguay, wo Mineralwasser oft in Siphonflaschen aus Plastik gehandelt wird.

## Sahnesiphons
Es gibt auch wiederbefüllbare Siphons zum Aufschäumen von Sahne, die sich zwar nicht vom Funktionsprinzip, doch aber in der Konstruktion von Sodasiphons unterscheiden. Der Name ist eigentlich falsch, da die „Sahnesiphons“ keinen Siphon enthalten und darum auch bei der Bedienung auf dem Kopf gehalten werden müssen. Sie wurden eine Zeit lang (um die 2000er Jahrhundertwende) durch Sprühsahne in Einwegdosen verdrängt. Die mindere Qualität dieser Sprühsahne hat aber dazu geführt, dass sie Anfang des 21. Jahrhunderts eine Renaissance erlebten.

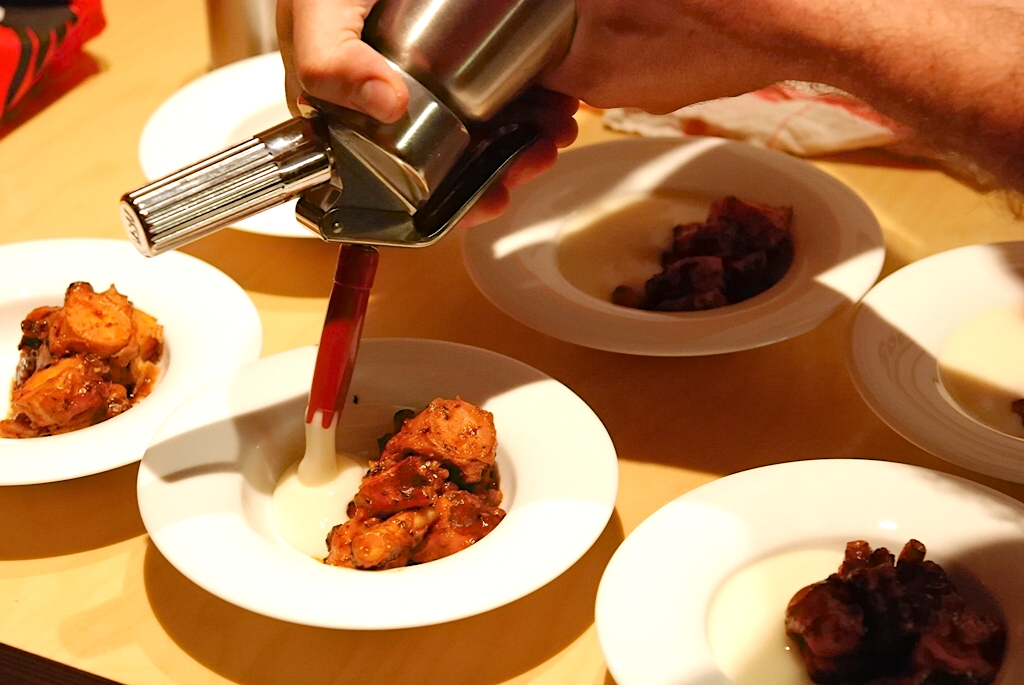
Verwendung eines Sahnesiphons für ein Kartoffel-Espuma

Als Handgerät (mit 0,3 bis 0,5 Liter Inhalt) werden sie „Sahnespender“ genannt, in der Schweiz „Rahmbläser“. Die größeren im Gewerbe werden „Sahnebläser“ genannt. Die Handgeräte werden aber auch zum Herstellen von Schäumen (Espumas) in der Molekularküche verwendet.
Im Gegensatz zu Soda-siphons werden Sahne-siphons aber nicht mit Kohlendioxid befüllt. Früher wurde zum Aufschäumen von Sahne Stickstoffgas verwendet; dieses ist auch heute noch als Lebensmittelzusatzstoff E 941 zugelassen. Inzwischen wird aber meistens Lachgas (N2O, Distickstoffmonoxid) verwendet, weil der Sahne-Schaum damit länger bestehen bleibt, also weniger schnell zusammensinkt, was von der Gastronomie gewünscht wird. Dieses neuere Treibgas wird häufig, fälschlicherweise, aber immer noch Stickstoff genannt.